# آب‌خورک بالا
آب خورک بالا (به لاتین: Ab Khvorak-e Bala) در افغانستان است که در ولایت سمنگان واقع شده‌است.